# Бобров Владислав Олександрович
Владислав Олександрович Бобров (нар. 10 травня 1996, Димитров, Донецька область, Україна) — український футболіст, захисник клубу «Металург».

## Життєпис
Уродженець Димитрова. У ДЮФЛУ захищав кольори донецького «Олімпіку» (2010—2011) та луганського ЛВУФК (2012—2013). У 2013 році перейшов до сімферопольської «Таврії», в якій виступав у юнацькій команді (4 матчі, 1 гол). У 2014 році перейшов до полтавської «Ворскли», в якій захищав кольори юнацької та молодіжних команд (46 матчів, 3 голи). В складі полтавців потрапив до заявки на матч «Ліги Європи», проти « Локомотив, Загреб» . Але в матчі участі не брав.
Навесні 2016 року перейшов до складу кременчуцького «Кременя». Дебютував у футболці кременчуцького колективу 27 травня 2017 року в програному (1:2) виїзному поєдинку 33-о туру другої ліги проти запорізького «Металурга». Владислав вийшов на поле на 46-й хвилині, замінивши Олександра Горвата. В середині липня 2017 року підписав контракт з ПФК «Сумами». У футболці нового клубу дебютував 15 липня 2017 року в переможному (1:0) виїзному поєдинку 1-о туру першої ліги проти охтирського «Нафтовика-Укрнафти». Бобров вийшов на поле в стартовому складі та відіграв увесь матч.